# 神のために都市を奪回せよ
神のために都市を奪回せよ（かみのためにまちをだっかいせよ、Taking Our Cities for God）は、ユース・ウィズ・ア・ミッションのジョン・ドーソンの著書。霊の戦いについての書籍である。ピーター・ワグナー、滝元明が推薦文、ジャック・ヘイフォードが序文を書いている。題は神のために悪魔から都市を奪回するという意味である。ピーター・ワグナーはこの本について、最初に注目を受けた質の高い「霊の戦いの教科書」と紹介しており、米国では出版から1年の間に10万部を販売した。
第一部では都市の解放と伝道の対象としての都市に目が向けられている。
第二部で都市と贖いの賜物について教えられている。
第三部では都市の分析方法についての解説である。
第四部では霊敵領域と天使、地域を支配する悪霊についての説明である。
第五章では勝利のための5つのポイントとして、
1. 主の礼拝
2. 聖霊の導きと臨在
3. 都市の罪を自分のものとして神の御前で認める
4. 悪に対して善によって報いる
5. 祈りの場における産みの苦しみ

があげられている。
上記のピーター・ワグナーの著書『霊の戦いの祈り』もドーソンの影響を受けている。「都市の罪を自分のものとして神の御前で認める」から示されたワグナーは来日時、日本に原爆を投下したアメリカの罪を自分の罪として跪いて謝罪した。